# 無限ファンデーション
『無限ファンデーション』（むげんファンデーション）は、2018年に公開された日本の青春映画である。監督は大崎章。主演は南沙良。

## 概要
本作の主題歌にもなった、シンガーソングライター西山小雨の楽曲「未来へ」のミュージックビデオを作る企画が長編映画化へ発展して制作された作品である。群馬県高崎市を舞台に、服飾の世界に憧れる人付き合いの苦手な女子高校生と、彼女が出会い仲間になった少女たちとのひと夏の物語が、全編即興劇で紡がれる。出演は南沙良のほか原菜乃華、小野花梨、片岡礼子ら。西山小雨も演者として出演している。撮影は2018年8月に高崎市と玉村町で行われた。即興劇になった理由は、用意された脚本で撮影すると予算の3倍かかり赤字になるので、越川道夫プロデューサーに「（大崎章監督の経験がある）即興で、7日間で撮ればできる」と言われたからであった。
映画監督とミュージシャンのコラボレーションにより制作された映画を上映する映画祭、MOOSIC LAB 2018の長編映画部門に出品された。MOOSIC LAB 2018では西山小雨がベストミュージシャン賞、南沙良が女優賞を受賞するなどの評価を獲得した。

## キャスト
- 未来：南沙良
- ナノカ：原菜乃華[11]
- 小野花梨
- 小雨：西山小雨
- 近藤笑菜
- 日高七海
- 池田朱那
- 佐藤蓮
- 先生：嶺豪一
- 未来の母：片岡礼子

## スタッフ
- 監督：大崎章
- 企画：直井卓俊
- プロデューサー：越川道夫
- 音楽・主題歌：西山小雨
- 撮影・編集：猪本雅三
- 照明：松隈信一
- 録音：伊藤裕規
- コンセプトデザイン：宮本茉莉
- 配給：SPOTTED PRODUCTIONS
- 共同配給：ムービー・アクト・プロジェクト
- 協力：高崎フィルム・コミッション、玉村町

## 制作背景
大崎章は、ザ・ラヂオカセッツのミュージックビデオを制作した縁でイベントで会った西山に「私のMVを作ってほしい」と頼まれた。大崎は西山の曲「未来へ」を気に入り、西山もまたこの曲のミュージックビデオを作りたいと企画がスタートした。大崎は「シナリオ構成は僕らよりも若い女の子がいい」と考え、友人の松本花奈に依頼をした。松本はこれを快諾し、出来上がったプロットを見た大崎は「これはMVじゃなく長編映画になるな」と思ったことから、この映画化に動いた。